# Xã Richland, Quận Fairfield, Ohio
Xã Richland (tiếng Anh: Richland Township) là một xã thuộc quận Fairfield, tiểu bang Ohio, Hoa Kỳ. Năm 2010, dân số của xã này là 2.195 người.